# Car Tycoon
Car Tycoon – komputerowa gra symulacyjna.
Akcja gry rozgrywa się w Stanach Zjednoczonych między rokiem 1950 a 2006. Gra rozpoczyna się w latach pięćdziesiątych, kiedy w Stanach powstały już najatrakcyjniejsze modele samochodów.
Gracz wciela się w przedsiębiorcę działającego w branży motoryzacyjnej. Na początku użytkownik gry ma fabrykę i salon sprzedaży. Czasem także dostępna jest stacja napraw. Zadaniem gracza jest stworzenie koncernu samochodowego.
Użytkownik gry walczy z konkurencją na wiele sposobów. Pierwszym jest zaproponowanie klientom samochodów wykorzystujących najnowsze rozwiązania techniczne, które opracowują inżynierowie. Cztery składniki potrzebne do zbudowania nowego samochodu: karoserię, silnik, zawieszenie i wystrój wnętrza projektują przez około półtora roku. Jeśli pracują za wolno, gracz wysyła szpiegów, którzy wykradają konkurencji plany nowych rozwiązań. Od innych producentów użytkownik gry kupuje części tylko w ostateczności, ponieważ ich cena jest wysoka.
Nawet najlepszy samochód spotyka się z dobrym rynkowym przyjęciem, tylko gdy jego cena jest rozsądna. Jeśli gracz zniszczył już konkurencję, żąda za auto dwa razy więcej niż wynoszą koszty produkcji. Dopóki jednak samochody innych firm jeżdżą po ulicach miast, maksymalnie użytkownik gry obniża cenę swoich pojazdów.